# 알이티파크 FC
알이티파크 FC(아랍어: نادي الاتفاق السعودي, 영어: Al-Ettifaq Football Club)는 사우디아라비아 담맘의 축구 클럽이다. "이티파크"는 아랍어로 "협동"을 뜻한다.
이 클럽은 1945년에 담맘에 기반을 둔 세 개의 클럽이 합병하여 설립되었다. 알 이티파크는 1984년 아랍 클럽 챔피언스 컵이라는 국제 타이틀을 획득한 최초의 사우디아라비아 팀이었다. 또한 사우디 프리미어리그에서 무패로 우승한 최초의 팀이자 GCC 챔피언스 리그에서 우승한 최초의 사우디아라비아 팀이기도 했다. 알이티파크는 총 13개의 타이틀을 보유하고 있다. 클럽에는 자체 풋살 섹션도 있다.

## 선수 명단

### 현재 선수 명단
2023년 9월 7일 기준
참고: FIFA 자격 규정에 따라 소속된 국가대표팀 국기를 표시합니다. 선수는 복수의 FIFA 비회원국 국적을 가지고 있을 수 있습니다.
| 번호 | 포지션 | 국적           | 이름                                                                                      |
| ---- | ------ | -------------- | ----------------------------------------------------------------------------------------- |
| 1    | GK     | 사우디아라비아 | 압둘라 알오아이셰르                                                                       |
| 3    | DF     | 사우디아라비아 | 모함메드 알도사리                                                                         |
| 4    | DF     | 스코틀랜드     | 잭 헨드리                                                                                 |
| 5    | DF     | 사우디아라비아 | 사드 알 무사                                                                              |
| 7    | MF     | 사우디아라비아 | 모함메드 알쿠와이키비                                                                     |
| 8    | MF     | 사우디아라비아 | 하메드 알감디 {{클럽팀 선수명단\| 번호= 9 \| 국적=프랑스 \| 포지션=FW \| 이름=무사 뎀벨레 |
| 11   | MF     | 사우디아라비아 | 알리 하자지                                                                               |
| 13   | DF     | 사우디아라비아 | 함단 알샴라니                                                                             |
| 15   | MF     | 사우디아라비아 | 아흐메드 알감디                                                                           |
| 16   | DF     | 사우디아라비아 | 메샬 알알라엘리                                                                           |
| 18   | MF     | 사우디아라비아 | 모함메드 마흐자리                                                                         |
| 19   | FW     | 자메이카       | 데마라이 그레이                                                                           |
| 20   | FW     | 사우디아라비아 | 타메르 알카이바리                                                                         |

| 번호 | 포지션 | 국적             | 이름                            |
| ---- | ------ | ---------------- | ------------------------------- |
| 21   | GK     | 사우디아라비아   | 아민 부카리 (알나스르에서 임대) |
| 22   | GK     | 사우디아라비아   | 빌랄 알다와                     |
| 25   | MF     |                  | 조르지뇨 베이날둠               |
| 26   | MF     | 사우디아라비아   | 압둘모흐센 알도사리             |
| 29   | DF     | 사우디아라비아   | 모함메드 압둘라흐만             |
| 30   | FW     | 사우디아라비아   | 무한나드 알사드                 |
| 32   | DF     | 콩고 민주 공화국 | 마르셀 티세랑                   |
| 35   | MF     | 사우디아라비아   | 압둘라 칼리파                   |
| 36   | MF     | 사우디아라비아   | 파리스 알감디                   |
| 48   | GK     |                  | 파울루 빅토르                   |
| 49   | DF     | 사우디아라비아   | 압둘라흐만 우마르               |
| 61   | DF     | 사우디아라비아   | 라드히 알오타이비               |
| 70   | DF     | 사우디아라비아   | 압둘라 알카티브                 |
| 92   | GK     | 사우디아라비아   | 투르키 발주시                   |
| 99   | FW     |                  | 로빈 콰이손                     |

- 압둘라 마두(2024 ~ )
- 세코 포파나(2024 ~ )

### 기타 선수 명단
참고: FIFA 자격 규정에 따라 소속된 국가대표팀 국기를 표시합니다. 선수는 복수의 FIFA 비회원국 국적을 가지고 있을 수 있습니다.
| 번호 | 포지션 | 국적 | 이름   |
| ---- | ------ | ---- | ------ |
| 27   | FW     |      | 비치뉴 |

## 역대 감독
| 감독              | 임기        |
| ----------------- | ----------- |
| 이오안 안도네     | 2009        |
| 브란코 이반코비치 | 2011 ~ 2012 |
| 이오안 안도네     | 2014        |
| 사드 알셰흐리     | 2017 ~ 2018 |
| 스티븐 제라드     | 2023 ~ 2025 |

## 성적
- 사우디아라비아 프리미어리그 우승

우승 (2): 1983, 1987
- 사우디아라비아 크라운 프린스 컵 우승

우승 (1): 1965
- 사우디아라비아 킹스컵 우승

우승 (2): 1968, 1985
- 사우디아라비아 페더레이션컵 우승

우승 (3): 1991, 2003, 2004
- 아랍 챔피언스리그 우승

우승 (2): 1984, 1988
- 걸프 클럽 챔피언스컵 우승

우승 (3): 1983, 1988, 2006